# Dottor Hekim - Medico geniale
Dottor Hekim - Medico geniale (Hekimoğlu) è un serial televisivo turco composto da 51 puntate suddivise in due stagioni, trasmesso su Kanal D dal 17 dicembre 2019 al 25 maggio 2021. È un adattamento della serie statunitense Dr. House - Medical Division (House, M.D.), trasmessa su Fox dal 2004 al 2012.
In Italia la serie va in onda su Real Time dal 9 agosto 2025.

## Trama
Ateş Hekimoğlu è un rinomato medico specializzato in malattie infettive e nefrologia che lavora presso un ospedale di fondazione. Cura pazienti con diagnosi difficili nel suo reparto con il suo team accuratamente selezionato. La sua personalità emotivamente distante, la sua fede nelle scoperte scientifiche più che nelle narrazioni, la sua passione per gli enigmi e il suo disprezzo per le regole e i regolamenti ospedalieri in materia di diagnosi e trattamento, mettono in situazioni difficili la direttrice dell'ospedale İpek, sua amica dei tempi della facoltà di medicina, e l'oncologo Orhan, suo caro amico. Mehmet Ali, Zeynep ed Emre, tutti provenienti da contesti molto diversi, competono tra loro per conquistare il favore di Hekimoğlu.

## Puntate
In Turchia la serie è andata in onda su Kanal D dal 17 dicembre 2019 al 25 maggio 2021: la prima stagione è stata trasmessa dal 17 dicembre 2019 al 7 aprile 2020, mentre la seconda stagione dal 1º settembre 2020 al 25 maggio 2021.
In Italia la serie va in onda su Real Time dal 9 agosto 2025: la prima stagione viene trasmessa dal 9 agosto 2025, mentre la seconda stagione è inedita.
| Stagione         | Puntate | Prima TV Turchia | Prima TV Italia |
| ---------------- | ------- | ---------------- | --------------- |
| Prima stagione   | 14      | 2019-2020        | 2025-in corso   |
| Seconda stagione | 37      | 2020-2021        | inedita         |

### Titoli degli episodi italiani
Prima stagione
1. Conto alla rovescia
2. Nel buio della mente

## Personaggi e interpreti

### Personaggi principali
- Ateş Hekimoğlu, interpretato da Timuçin Esen, doppiato da Stefano Valli.
- Orhan Yavuz, interpretato da Okan Yalabik, doppiato da Ezio Conenna.
- İpek Tekin, interpretata da Ebru Özkan, doppiata da Eleonora Reti.
- Mehmet Ali Çağlar, interpretato da Kaan Yıldırım, doppiato da Daniele Di Matteo.
- Emre Acar, interpretato da Aytaç Şaşmaz, doppiato da Dimitri Winter.
- Zeynep Can, interpretata da Damla Colbay, doppiata da Jessica Bologna.

### Personaggi secondari
- Alya, interpretata da Esra Eron.
- Muzo, interpretato da Muhammed Dede.
- Aysel, interpretato da Dilan Serinyel.

## Produzione
La serie è diretta da Hülya Gezer, Semih Bağcı ed Emre Aybek, scritta da Banu Kiremitçi Bozkurt, Neşe Şen, Elif Benan Tüfekçi, Esed Akçilad e Murat Taşkent e prodotta da Karga Seven Pictures e OJO Pictures.

### Riprese
Le riprese sono state effettuate presso l'ospedale universitario Okan nel distretto Tuzla di Istanbul.